# Gábor Talmácsi
Gábor Talmácsi (ur. 28 maja 1981 w Budapeszcie) – były węgierski motocyklista. W 2007 jako pierwszy Węgier i jednocześnie pierwszy motocyklista z Europy Środkowo-Wschodniej wywalczył motocyklowe mistrzostwo świata (125 cm³).

## Zespoły
| Sezon | Zespół                                       |
| ----- | -------------------------------------------- |
| 2000  | Pannonia Racing                              |
| 2001  | Racing Service                               |
| 2002  | Italjet Racing Service PEV Moto ADAC Sachsen |
| 2003  | Exalt Cycle Red Devil                        |
| 2004  | Semprucci Malaguti                           |
| 2005  | Red Bull KTM GP125                           |
| 2006  | Humangest Racing Team                        |
| 2007  | Bancaja Aspar                                |
| 2008  | Bancaja Aspar Team                           |
| 2009  | Balatonring Team Scot Racing Team MotoGP     |
| 2010  | Fimmco Speed Up                              |

## Kariera w Grand Prix
- Liczba zwycięstw - 3
- Liczba miejsc na podium - 7
- Liczba Pole Position - 2
- Liczba najszybszych okrążeń - 2

## Zwycięstwa w Grand Prix
1. Włochy - 5 czerwca 2005
2. Holandia - 25 czerwca 2005
3. Katar - 1 października 2005
4. Hiszpania - 25 marca 2007
5. Niemcy - 15 lipca 2007
6. Malezja - 21 października 2007
7. Holandia - 28 czerwca 2008
8. San Marino - 31 sierpnia 2008

## Miejsca na podium w Grand Prix
1. Chiny -
2. Włochy -
3. Holandia -
4. Katar -
5. Hiszpania -
6. Czechy -
7. Katar -